# マリーナ・ロシャク
マリーナ・ジェボヴナ・ロシャク（ロシア語: Мари́на Девовна Лоша́к、 1955年11月22日 - ）は、ロシアのキュレーター。2016年から2023年まで国立プーシキン美術館の館長を務めた。

## 人物・来歴
オデッサ生まれ。大学で古典文学を学び、卒業後は博物館に勤めた。
2013年にはプーキシン美術館の館長に選ばれる。2023年に辞任。

## 家族
- ヴィクトル・ロシャク（ロシア語版） - 夫、1952年生。 ジャーナリスト、『アガニョーク』元編集長。
- アンナ・モンガイト（ロシア語版） - 娘、1978年生。ジャーナリスト、独立系テレビ局「ドシチ（英語版）」編集幹部[3]。2022年11月にはロシア政府から「外国エージェント」指定を受けた[4]。

## 栄典
- 旭日中綬章（2019年春[5]）